# Pałac Ajuda
Pałac Ajuda (port: Palácio Nacional da Ajuda) – neoklasycystyczny pałac w parafii Ajuda w Lizbonie, w środkowej Portugalii. Zbudowany został na miejscu tymczasowego drewnianego budynku wybudowanego dla rodziny królewskiej po trzęsieniu ziemi w 1755 i tsunami. oryginalnie został zaprojektowany przez architekta Manuela Caetano de Sousa, który planował wybudowanie go w stylu późnobarokowo-rokokowym. Później prace powierzono architektom José da Costa e Silva i Francisco Xavier Fabri, którzy zaprojektowali budynek w nowoczesnym stylu neoklasycystycznym.
Budowa była podzielona na kilka okresów, gdy została zatrzymana lub spowolniona z powodu ograniczeń finansowych lub politycznych konfliktów. Gdy rodzina królewska musiała uciekać do Brazylii (w 1807), po inwazji wojsk francuskich w Portugalii, a prace przebiegały bardzo powoli, Fabri przejął projekt, a następnie António Francisco Rosa. Brak środków finansowych wpłynął również na skalę projektu. Budowa Pałacu Ajuda, która rozpoczęła się w 1796 roku trwała aż do XIX wieku.